# Hirono
Pour les articles homonymes, voir Hirono (homonymie).
Hirono (広野町, Hirono-machi) est un bourg situé dans la préfecture de Fukushima, au Japon.

## Géographie

### Démographie
Au 1er juin 2013, la population du bourg de Hirono était estimée à 5 031 habitants.

## Économie
Dans le bourg est implantée la centrale thermique de Hirono.

## Transports
Le bourg de Hirono est desservi par la ligne Jōban de la JR East. La gare J-Village, créée pour faciliter l'accès au J-Village lors des Jeux olympiques d'été de 2020, est l'une de ses deux gares.